# Artur Gruszecki

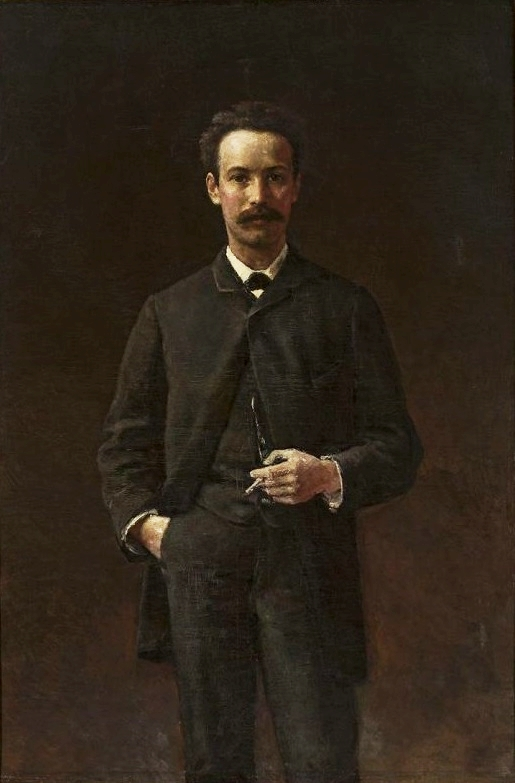
Aleksander Gierymski Portret Artura Gruszeckiego. Około 1886–1887. Muzeum Narodowe w Warszawie

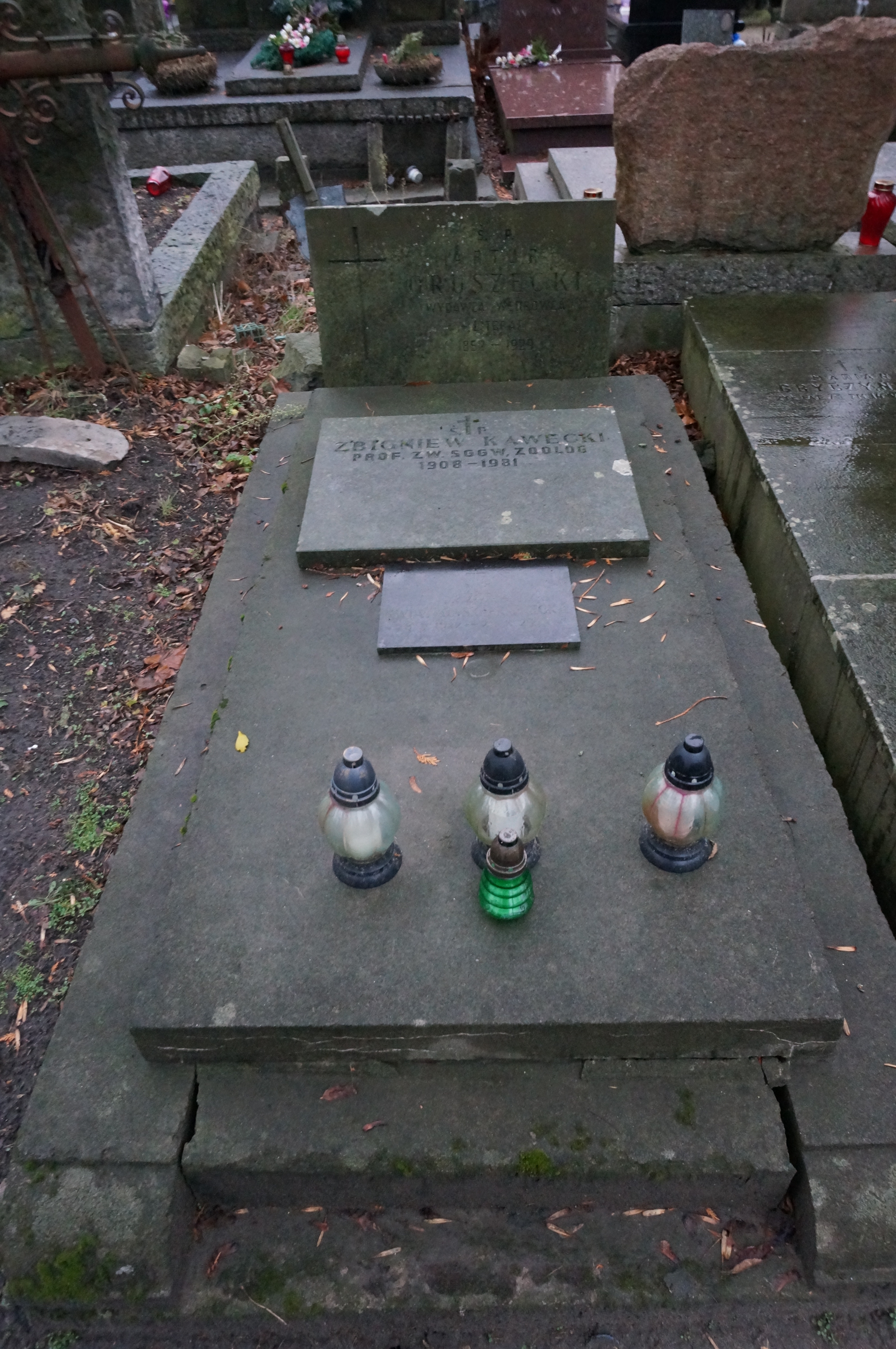
Grób Artura Gruszeckiego na cmentarzu Powązkowskim

Artur Gruszecki (ur. 24 sierpnia 1852 w Samborze, zm. 16 kwietnia 1929 w Warszawie) – polski dziennikarz, powieściopisarz, krytyk literacki, ziemianin.

## Życiorys
Syn Wincentego Komisarza Dyrekcji Skarbowej Administracji Lasów w Galicji  i Antoniny z d. Loebl. Studiował prawo na Uniwersytecie Lwowskim, a później historię, archeologię i literaturę na Uniwersytecie Jagiellońskim. Publikował w „Przeglądzie Tygodniowym”. Od 1884 roku był redaktorem „Wędrowca” i współredaktorem „Wisły”. Jako korespondent „Tygodnika Ilustrowanego” przebywał na Ukrainie i w Brazylii.
W swojej twórczości literackiej wzorował się na doświadczeniach i warsztacie Emila Zoli. Jego powieści to monografie określonych zjawisk społecznych lub bohaterów środowiskowych, najczęściej zbiorowych. Zarzucano mu publicystyczną tendencyjność, co miało obniżać wartość literacką jego dzieł.
Jego córkami były pisarka Aniela Gruszecka i psychiatra Anna Gruszecka. Mieszkał w Krakowie pod adresem Wolska 28 (1907 rok). Jego rodzona siostra Kazimiera Gruszecka, po mężu Krumłowska, była matką dramatopisarza i satyryka Konstantego Krumłowskiego. Żona Artura, Józefa Certowicz, ur. w 1861 córka powstańca styczniowego Władysława Certowicza była siostrą rzeźbiarki Teofili Certowicz. 
Został pochowany na cmentarzu Powązkowskim w Warszawie (kwatera 109, rząd 6, miejsce 12).

## Powieści
- Tuzy (1893) – konflikt między plantatorami buraków a rozwijającym się przemysłem cukrowniczym,
- Krety (1897), Hutnik (1898)[3] – niebezpieczne warunki pracy górników i hutników,
- Szarańcza (1898–1899)[4][5][6], Zwyciężeni (1901), Nad Wartą (1905)[7] – walka z germanizacją,
- W starym dworze (1898) – nobilitacja społeczna ukraińskiego chłopa,
- Tam, gdzie się Wisła kończy (1903)[8][9] – życie rybaków kaszubskich,
- Bojownicy (powieść osnuta na tle ostatnich wypadków w Królestwie Polskim (drukowana pod pseudonimem „Artur Gruszecki” na przełomie 1905/1906 w „Nowościach Illustrowanych”)[10]
- Bojownicy (powieść osnuta na tle ostatnich wypadków w Królestwie Polskim (drukowana na przełomie 1905/1906 w „Nowościach Illustrowanych”)[10]
- Na wulkanie (powieść osnuta na tle ostatnich wypadków w Królestwie Polskim (drukowana od końca 1906 w „Nowościach Illustrowanych”)[11]
- Maryawita (1912)[12] – powstanie kościoła mariawickiego,
- Za króla Stefana (1939)[13][14][15] – wydana po śmierci autora powieść historyczna opowiadająca o wojnie króla Stefana Batorego ze zbuntowanym Gdańskiem.

## Artykuły
- O znaczeniu świata roślinnego w podaniach i poezji, „Biblioteka Warszawska”, 1877, t. 3.